# Црква Светог пророка Илије у Доњој Љубати
Црква Светог пророка Илије у Доњој Љубати, насељеном месту на територији општине Босилеград, православни је храм који припада Епархији врањској Српске православне цркве.
Црква посвећена Светом пророку Илији представља параклис из 19. века. Сеоска слава је Свети пророк Илија.
Обнова цркве извршена је 2017. године.